# Сидор, Карол
Ка́рол (Кароль) Си́дор (словац. Karol Sidor; 16 июля 1901, Ружомберок, Австро-Венгрия — 20 октября 1953, Монреаль, Канада) — словацкий общественно-политический и дипломатический деятель, журналист, публицист и писатель, член Глинковой словацкой народной партии (ГСНП), выступавшей за автономию Словакии в рамках Чехословакии, один из лидеров и идеологов умеренного клерикального национализма в Словакии, первый командир Глинковой гвардии с 8 октября 1938 года до 1939 года, министр без портфеля Чехословацкой республики (с декабря 1938 до марта 1939 года), премьер-министр Словацкой автономной власти (с 13 по 14 марта 1939 года), посол в Ватикане во время Второй мировой войны.

## Биография
Молодость Кароля Сидора прошла в Первой Чехословацкой Республике, возникшей на карте Европы, когда Сидору было 17 лет. Кароль Сидор изучал право в Пражском Карловом университете, позже в Братиславском университете им. Я. А. Коменского. Однако, университетского курса он не кончил. В те годы серьёзную угрозу словацкому национальному самосознанию представляла официальная идеология государства, согласно которой чехи и словаки составляли единый чехословацкий народ. 
Большой ущерб отношениям чешского и словацкого народов нанесла антинаучная концепция т. н. чехословакизма, провозглашавшая фальшивую теорию о каком-то чехословацком народе и чехословацком языке.
 — констатировал впоследствии д-р Ян Квасничка.
И Кароль Сидор целиком посвятил себя политической деятельности, став в 1920 году членом Словацкой народной партии. Был близким соратником священника Андрея Глинки, лидера клерикально-националистического движения.
В 1928 году — шеф-редактор центрального органа ГСНП — газеты «Словак» («Slovák».
В 1931 году — шеф-редактор газеты «Словацкая правда» («Slovenská pravda»).
В 1934 году Сидор был арестован чехословацкими властями и провёл семь недель в тюрьме.
В 1935—1939 годах — депутат парламента Чехословакии от ГСНП.
После смерти А. Глинки в августе 1938 года К. Сидор вместе с Йозефом Тисо фактически взял на себя руководство ГСНП.
С декабря 1938 до марта 1939 гг. — министр без портфеля в правительстве Чехословацкой республики. Одновременно он был первым командиром полувоенной нелегальной организации Глинкова гвардия. Заявил себя сторонником польской ориентации. Кроме того, в январе 1939 г. Кароль Сидор провёл переговоры с зарубежным Донским атаманом П. Х. Поповым о совместной стратегии антикоммунистической борьбы.
В марте 1939 года Словакия получила автономию в составе Чехословакии; правительство Словакии возглавил Й. Тисо, а К. Сидор стал его заместителем.
С 11 по 14 марта 1939 года — премьер-министр автономной Словакии. 14 марта была создана Первая Словацкая республика и сформировано новое правительство во главе с Й. Тисо, куда Сидор вошёл в качестве министра внутренних дел. Однако, уже 18 апреля руководство министерством принял на себя Тисо.
В связи с давлением Германии на провозглашение декларации о независимости Словацкого государства, Сидор выступил против вступления немецких войск на территорию Словакии, согласие на которое дало правительство доктора Й. Тисо.
В 1939—1945 годах — посол Словакии в Ватикане. Находясь этом посту, он резко осудил нападение Германии и Словакии на Польшу. Пытался «навести мосты» с Антигитлеровской коалицией.
В 1945 году Сидор отказался вернуться на родину и остался в Италии, затем эмигрировал в Канаду.
В 1947 году, с подачи Эдуарда Бенеша, Сидор был заочно приговорён новыми чехословацкими властями к 20 годам тюремного заключения. В 1948 году основал эмигрантскую Словацкую народную раду (совет) и стал её председателем.
Умер в Монреале (Канада).

## Творчество
Литературный дебют К. Сидора состоялся в 1922 году. Автор публицистических статей, рассказов и новелл на социальную тематику, исторических произведений.

## Избранная публицистика
- Slováci v zahraničnom odboji (1928)
- Andrej Hlinka 1864—1926 (1934)
- Sedem týždňov (1935)
- Masakra v Černovej
- Slovenská politika na pôde pražského snemu 1918—1938
- Ako vznikal Slovenský štát
- Šesť rokov vo Vatikáne (1947)

## Избранные художественные произведения
- Kliatba nenarodených (1922)
- Kysuca (1925)